# چاد استاهلسکی
چَد استاهلسکی (انگلیسی: Chad Stahelski)(متولد ۲۰ سپتامبر ۱۹۶۸) بدل‌کار و کارگردان آمریکایی فیلم‌های اکشن در هالیوود است.

## فیلم‌شناسی

### کارگردانی
- جان ویک (۲۰۱۴)
- جان ویک ۲ (۲۰۱۷)
- جان ویک ۳ (۲۰۱۹)[۳]
- جان ویک ۴ (۲۰۲۳)

### تهیه‌کننده
- بالرین (۲۰۲۴)
- کانتیننتال (تهیه‌کننده اجرایی)
- جان ویک ۴ (۲۰۲۳)
- شیفت روز (۲۰۲۲)
- کبود (۲۰۲۰)
- جان ویک ۳ (۲۰۱۹) (تهیه‌کننده اجرایی)

### دستیار کارگردان
- پرندگان شکاری (۲۰۲۰)
- کاپیتان آمریکا: جنگ داخلی (۲۰۱۶)
- برادران گریمزبی (۲۰۱۶)
- پس از زمین (۲۰۱۳)
- نقشه فرار ۱ (۲۰۱۳)
- بازی‌های گرسنگی: اشتعال (۲۰۱۳)
- بازی‌های گرسنگی ۱ (۲۰۱۲)
- بی‌مصرف‌ها ۲ (۲۰۱۲)
- شرلوک هولمز: بازی سایه‌ها (۲۰۱۱)

### بازیگر
- کلاغ (۱۹۹۴)